# Naves (Almeida)
Naves ist ein Ort und eine ehemalige Gemeinde (Freguesia) im portugiesischen Kreis Almeida. In der Gemeinde lebten 68 Einwohner (Stand 30. Juni 2011).
Am 29. September 2013 wurden die Gemeinden Naves und Junça zur neuen Gemeinde União das Freguesias de Junça e Naves zusammengefasst.